# Liste der Kulturdenkmäler in Liebenau

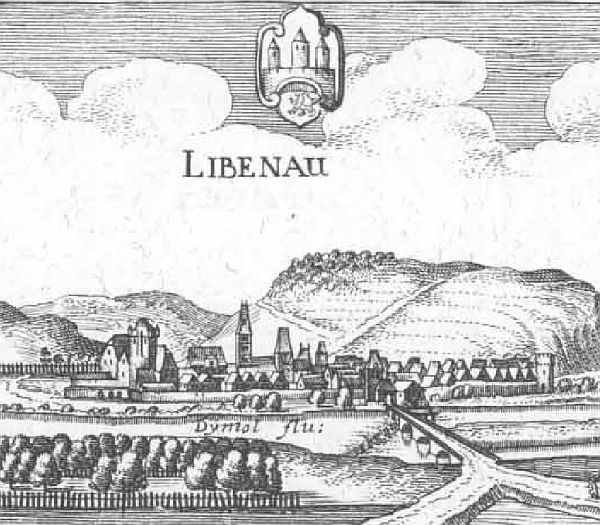
Historische Ansicht Liebenaus aus Topographia Hassiae von Matthäus Merian, 1655

Die folgende Liste enthält die in der Denkmaltopographie ausgewiesenen Kulturdenkmäler auf dem Gebiet  der  Stadt Liebenau, Landkreis Kassel, Hessen.
Hinweis: Die Reihenfolge der Denkmäler in dieser Liste orientiert sich zunächst an Stadtteilen und anschließend der Anschrift, alternativ ist sie auch nach der Bezeichnung oder der Bauzeit sortierbar.
Kulturdenkmäler werden fortlaufend im Denkmalverzeichnis des Landes Hessen durch das Landesamt für Denkmalpflege Hessen auf Basis des Hessischen Denkmalschutzgesetzes (HDSchG) geführt. Die Schutzwürdigkeit eines Kulturdenkmals hängt nicht von der Eintragung in das Denkmalverzeichnis des Landes Hessen oder der Veröffentlichung in der Denkmaltopographie ab.

## Ersen
| Bild            | Bezeichnung            | Lage                                                   | Beschreibung | Bauzeit | Daten |
| --------------- | ---------------------- | ------------------------------------------------------ | ------------ | ------- | ----- |
| Bild gesucht BW | ehemalige Schule       | Brunnenplatz 2 LageFlur: 6, Flurstück: 130/1           |              |         |       |
| Bild gesucht BW | Wohnwirtschaftsgebäude | Brunnenplatz 4 LageFlur: 6, Flurstück: 126/1           |              |         |       |
| Bild gesucht BW | Wohnwirtschaftsgebäude | Grimelsheimer Straße 1 LageFlur: 6, Flurstück: 140/1   |              |         |       |
| Bild gesucht BW | Flurquerdielenhaus     | Grimelsheimer Straße 5 LageFlur: 6, Flurstück: 307/143 |              |         |       |
| Bild gesucht BW | traufständige Scheune  | Grimelsheimer Straße 7 LageFlur: 6, Flurstück: 146     |              |         |       |
| Bild gesucht BW | Fachwerkgebäude        | Grimelsheimer Straße 8 LageFlur: 6, Flurstück: 267/10  |              |         |       |
| Bild gesucht BW | Flurquerdielenhaus     | Grimelsheimer Straße 9 LageFlur: 6, Flurstück: 308/148 |              |         |       |
| Bild gesucht BW | barocke Pfarrkirche    | Grimelsheimer Straße 10 LageFlur: 6, Flurstück: 9/1    |              |         |       |
| Bild gesucht BW | Wohnhaus               | Grimelsheimer Straße 13 LageFlur: 6, Flurstück: 152/1  |              |         |       |
| Bild gesucht BW | Flurquerdielenhaus     | Listinger Straße 4 LageFlur: 6, Flurstück: 137/3       |              |         |       |

## Grimelsheim
| Bild            | Bezeichnung                  | Lage                                   | Beschreibung | Bauzeit | Daten |
| --------------- | ---------------------------- | -------------------------------------- | ------------ | ------- | ----- |
| Bild gesucht BW | Gesamtanlage Gut Grimelsheim | Gutshof 1 Lage                         |              |         |       |
| Bild gesucht BW | Herrenhaus                   | Gutshof 1 LageFlur: 2, Flurstück: 60/1 |              | 1760    |       |
| Bild gesucht BW | Wirtschaftsgebäude           | Gutshof 1 Lage                         |              |         |       |
| Bild gesucht BW | Wohnhaus                     | Gutshof 1 Lage                         |              |         |       |
| Bild gesucht BW | Hofeinfahrt                  | Gutshof 1 Lage                         |              |         |       |

## Haueda
| Bild            | Bezeichnung               | Lage                                                    | Beschreibung | Bauzeit | Daten |
| --------------- | ------------------------- | ------------------------------------------------------- | ------------ | ------- | ----- |
| Bild gesucht BW | Fachwerkrähmbau           | Alte Lange Straße 6 LageFlur: 7, Flurstück: 12/2        |              |         |       |
| Bild gesucht BW | Rähmbau                   | Alte Lange Straße 9 LageFlur: 7, Flurstück: 2/3         |              |         |       |
| Bild gesucht BW | Längsdielenhaus           | Alte Lange Straße 16 LageFlur: 7, Flurstück: 18/2       |              |         |       |
| Bild gesucht BW | Ständerbau                | Alte Lange Straße 20 LageFlur: 7, Flurstück: 22/6       |              |         |       |
| Bild gesucht BW | einfacher Rähmbau         | Alte Lange Straße 23 LageFlur: 6, Flurstück: 75/3       |              |         |       |
| Bild gesucht BW | Ständerbau                | Alte Lange Straße 27 LageFlur: 6, Flurstück: 80/2       | abgerissen   |         |       |
| Bild gesucht BW | Ständerbau                | Alte Lange Straße 29 LageFlur: 6, Flurstück: 82/2       |              |         |       |
| Bild gesucht BW | Flurquerdielenhaus        | Bachstraße 1 LageFlur: 8, Flurstück: 36                 |              |         |       |
| Bild gesucht BW | Flurquerdielenhaus        | Bachstraße 6 LageFlur: 8, Flurstück: 35/7               |              |         |       |
| Bild gesucht BW | evangelische Pfarrkirche  | Klepperstraße 15 LageFlur: 6, Flurstück: 72/2           |              |         |       |
| Bild gesucht BW | Ständerbau                | Mühlenweg 1 LageFlur: 8, Flurstück: 28/3                |              |         |       |
| Bild gesucht BW | altes Pfarrhaus           | Mühlenweg 5 LageFlur: 6, Flurstück: 56/3                |              |         |       |
| Bild gesucht BW | großes Flurquerdielenhaus | Thieplatz 4 LageFlur: 6, Flurstück: 58/1                |              |         |       |
| Bild gesucht BW | Flurquerdielenhaus        | Unterstraße 2 LageFlur: 8, Flurstück: 24/1              |              |         |       |
| Bild gesucht BW | Flurquerdielenhaus        | Unterstraße 6 LageFlur: 8, Flurstück: 22/1              |              |         |       |
| Bild gesucht BW | Flurquerdielenhaus        | Unterstraße 8 LageFlur: 8, Flurstück: 16/1              |              |         |       |
| Bild gesucht BW | Mühlengebäude             | Unterstraße 21 LageFlur: 8, Flurstück: 25/2, 25/3, 25/4 |              |         |       |

## Lamerden
| Bild            | Bezeichnung               | Lage                                                | Beschreibung | Bauzeit | Daten |
| --------------- | ------------------------- | --------------------------------------------------- | ------------ | ------- | ----- |
| Bild gesucht BW | evangelische Filialkirche | Lindenberg 1 LageFlur: 9, Flurstück: 105/2          |              |         |       |
| Bild gesucht BW | Längsdielenhaus           | Meyerhof 1 LageFlur: 9, Flurstück: 96/1             |              |         |       |
| Bild gesucht BW | Flurquerdielenhaus        | Meyerhof 3 LageFlur: 9, Flurstück: 98/5             |              |         |       |
| Bild gesucht BW | Flurquerdielenhaus        | Meyerhof 9 LageFlur: 9, Flurstück: 103              |              |         |       |
| Bild gesucht BW | Wohnwirtschaftsgebäude    | Mühlenfeld 4 LageFlur: 9, Flurstück: 48/1           |              |         |       |
| Bild gesucht BW | Fachwerkbau               | Mühlenfeld 6 LageFlur: 9, Flurstück: 46/1           |              |         |       |
| Bild gesucht BW | Wohnhaus                  | Mühlenfeld 10 LageFlur: 9, Flurstück: 43/1          |              |         |       |
| Bild gesucht BW | Wohnhaus                  | Mühlenfeld 26 LageFlur: 9, Flurstück: 32/2          |              |         |       |
| Bild gesucht BW | Längsdielenhaus           | Lindenberg 6 + 8 LageFlur: 9, Flurstück: 52/1, 53/1 |              |         |       |
| Bild gesucht BW | Längsdielenhaus           | Sportplatzweg 1 LageFlur: 9, Flurstück: 108/1       |              |         |       |

## Liebenau
| Bild            | Bezeichnung                   | Lage                                            | Beschreibung | Bauzeit | Daten |
| --------------- | ----------------------------- | ----------------------------------------------- | ------------ | ------- | ----- |
| Bild gesucht BW | Gesamtanlage Liebenau         | Lage                                            |              |         |       |
| Bild gesucht BW | ehemaliges Mühlengebäude      | Alter Steinweg 2 LageFlur: 6, Flurstück: 92, 93 |              |         |       |
| Bild gesucht BW | Eckhaus                       | Alter Steinweg 4 LageFlur: 1, Flurstück: 90     |              |         |       |
| Bild gesucht BW | Fachwerkrähmbau               | Alter Steinweg 5 LageFlur: 1, Flurstück: 9      |              |         |       |
| Bild gesucht BW | Nebengebäude                  | Alter Steinweg 5 LageFlur: 1, Flurstück: 9      |              |         |       |
| Bild gesucht BW | Längsdielenhaus               | Alter Steinweg 6 LageFlur: 1, Flurstück: 32     |              |         |       |
| Bild gesucht BW | Fachwerkrähmbau               | Alter Steinweg 7 LageFlur: 1, Flurstück: 7      |              |         |       |
| Bild gesucht BW | Fachwerkrähmbau               | Alter Steinweg 9 LageFlur: 1, Flurstück: 7      |              |         |       |
| Bild gesucht BW | Fachwerkgebäude               | Alter Steinweg 18 LageFlur: 1, Flurstück: 56    |              |         |       |
| Bild gesucht BW | Fachwerkbau                   | Auf der Burg 1 LageFlur: 1, Flurstück: 104/1    |              |         |       |
| Bild gesucht BW | ehemalige Schinterkaserne     | Burggasse 1 LageFlur: 1, Flurstück: 104/1       |              |         |       |
| Bild gesucht BW | Fachwerkgebäude               | Freier Hof 3 LageFlur: 1, Flurstück: 96         |              |         |       |
| Bild gesucht BW | Fachwerkrähmbau               | Freier Hof 5 LageFlur: 1, Flurstück: 99         |              |         |       |
| Bild gesucht BW | Fachwerkbau                   | Freier Hof 9 LageFlur: 1, Flurstück: 101        |              |         |       |
| Bild gesucht BW | Ständerbau                    | Hintere Straße 3 LageFlur: 1, Flurstück: 50     |              |         |       |
| Bild gesucht BW | Ständerbau                    | Hintere Straße 18 LageFlur: 1, Flurstück: 76    |              |         |       |
| Bild gesucht BW | Längsdielenhaus               | Kirchplatz 1 LageFlur: 1, Flurstück: 6          |              |         |       |
| Bild gesucht BW | Rathaus                       | Kirchplatz 2 LageFlur: 1, Flurstück: 3          |              |         |       |
| Bild gesucht BW | evangelische Stadtpfarrkirche | LageFlur: 1, Flurstück: 1                       |              |         |       |
| Bild gesucht BW | Fachwerkbau                   | Kirchplatz 3 LageFlur: 1, Flurstück: 5          |              |         |       |
| Bild gesucht BW | Ständerbau                    | Kirchplatz 5 LageFlur: 6, Flurstück: 317/151    |              |         |       |
| Bild gesucht BW | Rähmbau                       | Kirchplatz 6 LageFlur: 1, Flurstück: 2          |              |         |       |
| Bild gesucht BW | Fachwerkrähmbau               | Mittelstraße 1 LageFlur: 1, Flurstück: 2        |              |         |       |
| Bild gesucht BW | Fachwerkrähmbau               | Mittelstraße 2 LageFlur: 1, Flurstück: 37       |              |         |       |
| Bild gesucht BW | Fachwerkrähmbau               | Mittelstraße 3 LageFlur: 1, Flurstück: 22       |              |         |       |
| Bild gesucht BW | Ständerbau                    | Mittelstraße 4 LageFlur: 1, Flurstück: 38       |              |         |       |
| Bild gesucht BW | Flurquerdielenhaus            | Mittelstraße 5 LageFlur: 1, Flurstück: 25       |              |         |       |
| Bild gesucht BW | Längsdielenhaus               | Mittelstraße 7 LageFlur: 1, Flurstück: 29       |              |         |       |
| Bild gesucht BW | Backsteinbau                  | Ostheimer Straße 1 Lage                         |              |         |       |
| Bild gesucht BW | Scheune                       | Vordere Straße 2 LageFlur: 1, Flurstück: 23     |              |         |       |
| Bild gesucht BW | Fachwerkgebäude               | Vordere Straße 3 LageFlur: 1, Flurstück: 61     |              |         |       |
| Bild gesucht BW | Wohnhaus                      | Vordere Straße 7 LageFlur: 1, Flurstück: 63     |              |         |       |
| Bild gesucht BW | Ständerbau                    | Vordere Straße 8 LageFlur: 1, Flurstück: 27     |              |         |       |
| Bild gesucht BW | Ständerbau                    | Vordere Straße 12 LageFlur: 1, Flurstück: 31    |              |         |       |
| Bild gesucht BW | Wiesengürtel                  | Lage                                            |              |         |       |
| Bild gesucht BW | Mühlengraben                  | Lage                                            |              |         |       |

## Niedermeiser
| Bild            | Bezeichnung                                                      | Lage                                                 | Beschreibung | Bauzeit | Daten |
| --------------- | ---------------------------------------------------------------- | ---------------------------------------------------- | ------------ | ------- | ----- |
| Bild gesucht BW | Gesamtanlage Niedermeiser einschließlich der umgebenden Feldmark | Lage                                                 |              |         |       |
| Bild gesucht BW | Flurquerdielenhaus                                               | Auf der Thie 9 LageFlur: 9, Flurstück: 41/1          |              |         |       |
| Bild gesucht BW | Wohnhaus                                                         | Bergweg 10 LageFlur: 12, Flurstück: 1/2              |              |         |       |
| Bild gesucht BW | Gebäudegruppe mit Wohnhaus und Wirtschaftsgebäude                | Bergweg 12 LageFlur: 12, Flurstück: 4/1              |              |         |       |
| Bild gesucht BW | Pfarramt                                                         | Bremer Nebenstraße 4 LageFlur: 11, Flurstück: 65/2   |              |         |       |
| Bild gesucht BW | Flurquerdielenhaus                                               | Buttenstraße 2 LageFlur: 10, Flurstück: 36/2         |              |         |       |
| Bild gesucht BW | Haupthaus einer Hofanlage                                        | Buttenstraße 6 LageFlur: 10, Flurstück: 52/1         |              |         |       |
| Bild gesucht BW | Flurquerdielenhaus                                               | Buttenstraße 7-9 LageFlur: 10, Flurstück: 23/1, 22/1 |              |         |       |
| Bild gesucht BW | Flurquerdielenhaus                                               | Buttenstraße 11 LageFlur: 10, Flurstück: 19/1        |              |         |       |
| Bild gesucht BW | Flurquerdielenhaus                                               | Erser Straße 2 LageFlur: 11, Flurstück: 123/10, 9/1  |              |         |       |
| Bild gesucht BW | Flurquerdielenhaus                                               | Kälberhof 1 LageFlur: 12, Flurstück: 50/1            |              |         |       |
| Bild gesucht BW | Wohnwirtschaftsgebäude                                           | Kälberhof 4 LageFlur: 12, Flurstück: 41/2            |              |         |       |
| Bild gesucht BW | evangelische Pfarrkirche                                         | Bergweg 2 LageFlur: 11, Flurstück: 52                |              |         |       |
| Bild gesucht BW | Fragment eines zweigeschossigen Ständerbaus                      | Kirchstraße 4 LageFlur: 11, Flurstück: 20/1          |              |         |       |
| Bild gesucht BW | Wohnhaus                                                         | Kirchstraße 14 LageFlur: 11, Flurstück: 40/1         |              |         |       |
| Bild gesucht BW | Längsdielenhaus                                                  | Schulstraße 1 LageFlur: 11, Flurstück: 94/1          |              |         |       |
| Bild gesucht BW | Flurquerdielenhaus                                               | Schulstraße 11 LageFlur: 11, Flurstück: 80/1         |              |         |       |
| Bild gesucht BW | Flurquerdielenhaus                                               | Schulstraße 12 LageFlur: 11, Flurstück: 76/1         |              |         |       |
| Bild gesucht BW | Doppelwohnhaus                                                   | Zwerger Weg 1-3 LageFlur: 11, Flurstück: 6/2, 7/2    |              |         |       |
| Bild gesucht BW | Fachwerkgebäude                                                  | Zwerger Weg 5 LageFlur: 11, Flurstück: 4/2           |              |         |       |
| Bild gesucht BW | repräsentatives Wohnhaus                                         | Bergweg 9 LageFlur: 12, Flurstück: 33/3, 69/33       |              |         |       |

## Ostheim
| Bild            | Bezeichnung                                                 | Lage                                                  | Beschreibung | Bauzeit | Daten |
| --------------- | ----------------------------------------------------------- | ----------------------------------------------------- | ------------ | ------- | ----- |
| Bild gesucht BW | Gesamtanlage Ostheim einschließlich der angrenzenden Gärten | Lage                                                  |              |         |       |
| Bild gesucht BW | evangelische Filialkirche                                   | Blumenweg 1 LageFlur: 7, Flurstück: 152/1, 153/2      |              |         |       |
| Bild gesucht BW | Flurquerdielenhaus                                          | In der Ecke 4 LageFlur: 7, Flurstück: 135/1           |              |         |       |
| Bild gesucht BW | Querdielenhaus                                              | In der Ecke 6 LageFlur: 7, Flurstück: 425/224         | abgerissen   |         |       |
| Bild gesucht BW | Längsdielenhaus                                             | Lange Straße 15 LageFlur: 7, Flurstück: 95/6          |              |         |       |
| Bild gesucht BW | Flurquerdielenhaus                                          | Lange Straße 25 LageFlur: 7, Flurstück: 53/1          |              |         |       |
| Bild gesucht BW | Längsdielenhaus                                             | Lange Straße 27-29 LageFlur: 7, Flurstück: 51/2, 49/2 |              |         |       |
| Bild gesucht BW | Längsdielenhaus                                             | Lange Straße 39 LageFlur: 7, Flurstück: 30/2          |              |         |       |
| Bild gesucht BW | Flurquerdielenhaus                                          | Lindenweg 1 LageFlur: 7, Flurstück: 166/1             |              |         |       |
| Bild gesucht BW | Flurquerdielenhaus                                          | Lindenweg 3 LageFlur: 7, Flurstück: 165/2             |              |         |       |
| Bild gesucht BW | Querdielenhaus                                              | Lange Straße 37 LageFlur: 7, Flurstück: 31, 307/33    |              |         |       |

## Zwergen
| Bild            | Bezeichnung               | Lage                                                   | Beschreibung | Bauzeit | Daten |
| --------------- | ------------------------- | ------------------------------------------------------ | ------------ | ------- | ----- |
| Bild gesucht BW | Gesamtanlage Zwergen      | Lage                                                   |              |         |       |
| Bild gesucht BW | evangelische Filialkirche | Am Kirchweg 12 LageFlur: 11, Flurstück: 67             |              |         |       |
| Bild gesucht BW | ehemalige Schule          | Am Kirchweg 20 LageFlur: 11, Flurstück: 70/1           |              |         |       |
| Bild gesucht BW | Handwerkerwohnhaus        | Steinweg 26 LageFlur: 11, Flurstück: 85/3              |              |         |       |
| Bild gesucht BW | Flurquerdielenhaus        | Steinweg 29 LageFlur: 11, Flurstück: 24, 25            |              |         |       |
| Bild gesucht BW | Längsdielenhaus           | rechts neben Steinweg 29 LageFlur: 11, Flurstück: 28/1 |              |         |       |
| Bild gesucht BW | Rähmbau                   | Steinweg 28 LageFlur: 10, Flurstück: 145/1             |              |         |       |
| Bild gesucht BW | Flurquerdielenhaus        | Steinweg 43 LageFlur: 10, Flurstück: 11                |              |         |       |
| Bild gesucht BW | Wohnwirtschaftsgebäude    | Steinweg 46 LageFlur: 10, Flurstück: 93/2              |              |         |       |
| Bild gesucht BW | Fachwerkgebäude           | Steinweg 48 LageFlur: 10, Flurstück: 89/3              |              |         |       |
| Bild gesucht BW | Mühle                     | Teichweg 1 LageFlur: 2, Flurstück: 58/2                |              |         |       |
| Bild gesucht BW | Längsdielenhaus           | Unter der Linde 1 LageFlur: 10, Flurstück: 93/2        |              |         |       |

## Legende
- Bezeichnung: Nennt den Namen, die Bezeichnung oder die Art des Kulturdenkmals.
- Lage: Nennt den Straßennamen und wenn vorhanden die Hausnummer des Kulturdenkmals. Die Grundsortierung der Liste erfolgt nach dieser Adresse. Der Link „Karte“ führt zu verschiedenen Kartendarstellungen und nennt die Koordinaten des Kulturdenkmals.
- Datierung: Gibt die Datierung an; das Jahr der Fertigstellung bzw. den Zeitraum der Errichtung. Eine Sortierung nach Jahr ist möglich.
- Beschreibung: Nennt bauliche und geschichtliche Einzelheiten des Kulturdenkmals, vorzugsweise die Denkmaleigenschaften.
- Objekt-Nr: Gibt, sofern vorhanden, die vom Landesamt für Denkmalpflege vergebene Objekt-ID des Kulturdenkmals an.